# Mesocapnia frisoni
Mesocapnia frisoni är en bäcksländeart som först beskrevs av Baumann och Gaufin 1970.  Mesocapnia frisoni ingår i släktet Mesocapnia och familjen småbäcksländor. Inga underarter finns listade i Catalogue of Life.